# Asparagus taliensis
Asparagus taliensis — вид рослин із родини холодкових (Asparagaceae).

## Біоморфологічна характеристика
Це дводомна трав'яниста рослина, іноді злегка напівкущова. Стебла виткі, до 100 см, проксимально злегка здерев'янілі, нечітко смугасто-ребристі; гілки кутасті. Кладодії у пучках по 6–9, лінійні, 6–13 × ≈ 0.5 мм, різко 3-кутні. Листова шпора шипаста; шип дерев'янистий, гострий. Суцвіття розвиваються після кладодій, пазушні. Квітки обох статей парні, нерівні; квітконіжка ≈ 2 мм, члениста посередині. Чоловічі квітки: оцвітина жовтувата, дзвіночкова, 3–3.5 мм. Ягода червона, 6–7 мм у діаметрі, зазвичай 1-насінна. Період цвітіння: червень — серпень; період плодоношення: липень і серпень.

## Середовище проживання
Ареал: Китай (Юньнань).
Населяє трав'янисті схили; на висотах від 1800 до 2000 метрів.